# Naushonia crangonoides
Naushonia crangonoides är en kräftdjursart som beskrevs av Kingsley 1897. Naushonia crangonoides ingår i släktet Naushonia och familjen Laomediidae. Inga underarter finns listade i Catalogue of Life.